# Facidina
Facidina es un género de lepidópteros perteneciente a la familia Noctuidae. Es originario de Australia.

## Especies
- Facidina polystigma Lower, 1903
- Facidina spilophracta Turner, 1933